# Weekly Young Jump
Weekly Young Jump (яп. 週刊ヤングジャンプ, Shūkan Yangu Janpu) — японський журнал сейнен-манґи, що випускається видавництвом Shueisha. Заснований у 1979 році. Є частиною лінійки журналів Jump. Розділи манґ, що публікуються в журналі, збираються і видаються в томах танкобонів під маркою «Young Jump Comics» кожні чотири місяці. Багато з представлених серій містять жорстоке насильство та значну кількість сексуального контенту. Штаб-квартира журналу знаходиться в Токіо.

## Історія
Young Jump був запущений у травні 1979 року як двотижневий журнал і перейшов на щотижневий графік випуску в 1981 році. Слово «Young» (укр. «Молодий») у назві вказує на його цільову аудиторію як журналу сейнен-манґи, орієнтуючись на молодих дорослих чоловіків. У 2008 році було вперше випущено щомісячний номер, схожий на Monthly Shōnen Jump, під назвою Monthly Young Jump, у 2011 році журнал було перейменовано в Miracle Jump. Публікацію щомісячного видання було призупинено у 2017 році.
Додатковий веб-сайт під назвою Tonari no Young Jump (яп. となりのヤングジャンプ, Tonari no Yangu Janpu) почав свою роботу 14 червня 2012 року, починаючи з випуску ремейку манґи One-Punch Man Юсуке Мурати.

## Спецвипуски

### Miracle Jump
Miracle Jump (яп. ミラクルジャンプ, Mirakuru Janpu) — додатковий випуск Weekly Young Jump, вперше опублікований у січні 2011 року. Він містить ван-шоти і побічні історії з манґ Weekly Young Jump, а також одну серію, яка виходила тільки в Miracle Jump. Спочатку було заплановано випускати його раз на два місяці до 25 червня 2013 року. З 15 квітня 2014 року його було змінено на щомісячні випуски, і з того часу кількість серій збільшилася.

### Young Jump Gold
Young Jump Gold (яп. ヤングジャンプGOLD, Yan Janpu Gorudo) — додатковий випуск Weekly Young Jump, вперше опублікований у липні 2017 року. Він містить одну фотографію та побічні історії серії Weekly Young Jump.

### Young Jump Battle
У жовтні 2019 року Shueisha запустили додатковий журнал під назвою Young Jump Battle. Він зосереджується на манзі в жанрі батл-манґи. Перший випуск містить п’ять ван-шотів авторства манґак з Young Jump.

### Young Jump Love
23 грудня 2019 року був запущений додатковий журнал під назвою Young Jump Love. Він зосереджується на романтичній манзі.

## Найпопулярніші серії манґи, видані в журналі
- Gantz (Хіроя Оку)
- Tokyo Ghoul (Суї Ішіда)
- Elfen Lied (Рін Окамото)
- Captain Tsubasa (Йоїчі Такахаші)
- Slam Dunk (Такехіко Іноуе)
- Liar Game (Шінобу Кайтані)
- Salary Man Kintaro (Хіроші Мотомія)
- Rozen Maiden (Peach-Pit)
- Golden Kamuy (Сатору Нода)
- Kingdom (Нара Ясухіра)